# IBM 1440
IBM 1440 – komputer produkowany przez firmę IBM. Został zapowiedziany 11 października 1962 roku.
Emerson Pugh napisał, że model 1440 „nie podbił rynku, ponieważ początkowo był oferowany bez możliwości dołączania magnetycznych jednostek taśmowych” (co odnosi się do oferowania zarówno taśmy, jak i dysku).

## Konfiguracja systemu
Procesor IBM 1441 zawierał układy arytmetyczne i logiczne oraz do 16 000 alfanumerycznych miejsc przechowywania. Konsola była albo modelem 1 (Model 1), albo, gdy dodawano elektryczną maszynę do pisania, modelem 2 (Model 2) konsoli operatora IBM 1447.

## Urządzenia peryferyjne
Dostępne były następujące urządzenia peryferyjne:
- IBM 1442 Czytnik kart / dziurkacz

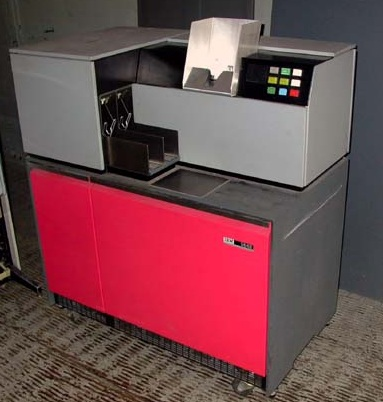
IBM 1442

  - Model 1 odczytał do 300 kart na minutę i przebijał do 80 kolumn na sekundę
  - Model 2 odczytał do 400 kart na minutę i uderzył do 160 kolumn na sekundę
  - Model 4, urządzenie tylko do odczytu, odczytywane do 400 kart / minutę.

- IBM 1440 może zostać skonfigurowany
  - Model 4 (najniższy koszt)[4]
  - Model 4, do odczytu, a Model 1 lub 2 jako druga jednostka[5][6]

- IBM 1443 Flying Typebar Printer
  - Podstawowa szybkość 150 linii na minutę i do 430 linii na minutę, w zależności od typu paska
  - Wymienne paski typów o zestawach znaków 13, 39, 52[7], i 63 znaki

- Dysk IBM 1311
  - Pojemność na 2 miliony znaków w każdym wymiennym opakowaniu
    - Z opcjonalną funkcją „Move Track Record” pojemność wzrasta do 2 980 000 znaków w każdym pakiecie

  - Każde opakowanie waży mniej niż 10 funtów (5 kg).
  - Do pięciu napędów 1311

- Napędy taśmowe
  - Napęd taśmowy IBM 7335, dostępny do użytku z systemem 1440, został wprowadzony przez IBM 10 października 1963 r.[8]

## Oprogramowanie

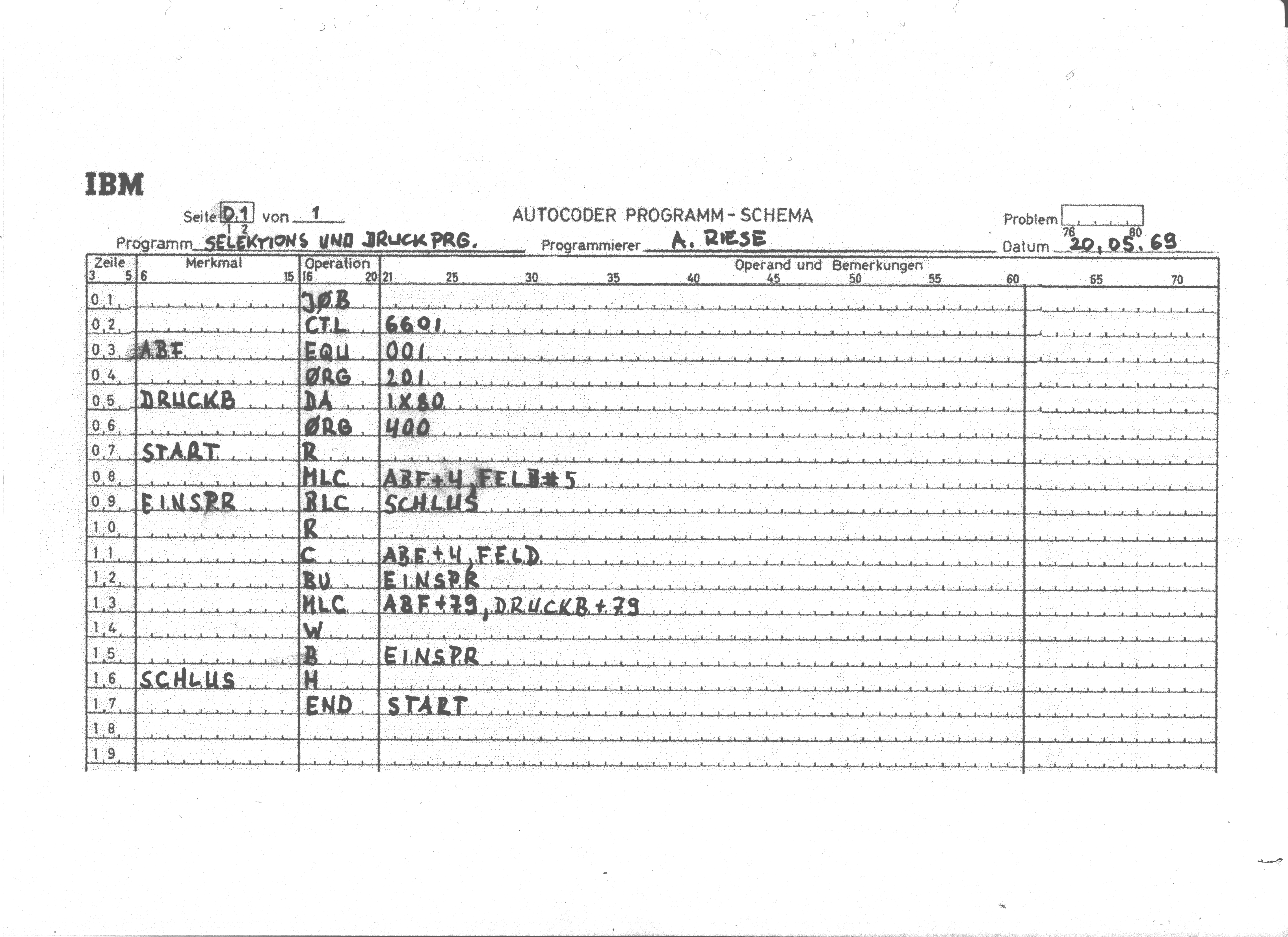
Autocoder IBM 1440 był językiem asemblowanym udostępnianym przez IBM

Autocoder IBM 1440 był językiem asemblowanym udostępnianym przez IBM.
Dostarczono również IOCS (Input/Output Control System) tak jak zbiór „Procedur organizacji plików dyskowych”.

## Cennik
Koszt i stawka najmu to:
- Cena zakupu: 90 000 USD i więcej, w zależności od konfiguracji systemu.
- Cena wynajmu: 1500 USD i więcej, miesięczny czynsz, w zależności od konfiguracji systemu.

## Uruchomienia i wykorzystanie
W Polsce, od 1966 w ZOWAR (ZETO), które było oficjalnie pierwszym klientem IBM po II WŚ.
Przykładowy rozbudowany zestaw zagranicą składał się z:
pięciu napędów dyskowych
dwóch napędów taśm magnetycznych
dwóch czytników kart
jednej szybkiej drukarki
czytnika optycznego (do przesyłania specjalnie zakodowanych medycznych formularzy danych na taśmę magnetyczną)
W 2012 roku TechWorks! Prototype Workshop of the Center for Technology & Innovation (CT&I) w Binghamton z powodzeniem wskrzesił system 1440 zawierający procesor i konsolę, dysk twardy 1311 i 1442 czytnik kart/dziurkacz.